# Astana
Astana (prije Nur-Sultan, Akmola, Akmolinsk, Celinograd i Akvmola) od 1997. godine glavni je grad Kazahstana. Do tada grad u srcu Kazahstana nije bio od većeg značaja, a onda ga je predsjednik Nursultan Nazarbajev proglasio za novu prijestolnicu umjesto grada Almatija. Razlozi za premještanje bili su opasnost od potresa u Almatiju, centralni položaj grada u državi i težnja vlasti da se oslobodi utjecaja tradicionalnih klanova. Grad je 2019. godine nazvan Nur-Sultan po ovom dugogodišnjem predsjedniku, ali je u rujnu 2022. ime vraćeno na Astanu. Grad je u povijesti više puta mijenjao službeno ime: Akmolinsk (1824. – 1961.), Celinograd (1961. – 1991.), Akmola (1991. – 1997.) i Astana (1997. – 2019.).
Gradom prolazi rijeka Išim. Klima je izrazito kontinentalna. Prosječne zimske temperature su –15 °C, a izuzetno mogu pasti do –40 °C. Najviše ljetne temperature prelaze 35 °C.
Astana je drugi najveći grad u Kazahstanu nakon Almatija. Broj stanovnika godine 2008. bio je 613 800, a 2022. oko 1 350 000.
Posljednjih godina grad je doživio nagli ekonomski razvoj, izgradnju i doseljavanje novih stanovnika. Stari dio grada sjeverno je od rijeke, dok su novije četvrti na jugu. Izgradnja diplomatskog naselja, zgrada vlade i uređenje obala rijeke bi trebalo biti završeno do 2030. Planove za izgradnju novih gradskih četvrti izradio je japanski arhitekt Kisho Kurokawa.
U prosincu 2006. otkriveni su planovi da se u gradu izgradi divovski providni šator pod imenom „Kan šatiri“, visok 150 metara, koji bi pokrivao dio grada. Arhitekt ovog projekta je Norman Foster.
Grad je sjedište katoličke nadbiskupije s Katedralom Gospe od brze pomoći.
Astana ima međunarodnu zračnu luku udaljenu 15 kilometara južno od središta grada (oznaka TSE). Nova zračna luka planira se zapadno od grada.